# Alice in Wonderland (film 2010)
Alice in Wonderland è un film del 2010 diretto da Tim Burton.
Prodotto da Walt Disney Pictures e distribuito da Walt Disney Studios Motion Pictures, il film è scritto da Linda Woolverton e basato sull'omonimo romanzo di Lewis Carroll e sull'omonimo film del 1951 (13° classico Disney). Tra gli interpreti principali del film figurano Johnny Depp, Mia Wasikowska, Anne Hathaway, Helena Bonham Carter e Crispin Glover. Il film mescola tecnologie visive e di fotografia tra live action e motion capture.
Il film ha ottenuto tre candidature agli Oscar 2011, vincendone due (migliori costumi e miglior scenografia).
Un sequel e prequel, Alice attraverso lo specchio, è stato distribuito nel 2016.

## Trama
Londra, XIX secolo. La piccola Alice Kingsleigh si è appena svegliata da un sogno, nel quale è caduta in una buca ed ha esplorato un bizzarro mondo da lei chiamato Paese delle Meraviglie, abitato da altrettanto bizzarre creature, tra cui un coniglio bianco, un dodo e un gatto blu. La bambina viene tranquillizzata dal padre, che le dice che quello che ha visto è solo frutto della sua immaginazione.
Anni dopo, ormai ventenne, Alice non ricorda più nulla delle sue avventure nel Paese delle Meraviglie, anche se continua a fare sogni al riguardo. Da tempo orfana del padre, un giorno viene invitata insieme a sua madre ad una festa in campagna, il cui vero scopo è quello di fidanzarla ufficialmente al giovane Hamish Ascot, rampollo di una ricca famiglia di commercianti, ma che non trova il suo gradimento. Mentre Hamish si sta dichiarando, Alice scorge tra i giardini della villa il Bianconiglio, che aveva già conosciuto in precedenza, e lo insegue fin dentro il bosco. Il Bianconiglio si getta in una grande buca nel terreno ai piedi di un albero: incuriosita, Alice vi si sporge perdendo l'equilibrio e cadendo dentro.
Dopo una la lunga caduta, Alice si ritrova in un'ampia stanza circondata da porte, tutte chiuse. L’unica che è aperta è però troppo piccola perché la ragazza possa passarvi: su un tavolino al centro della stanza trova e beve una fialetta con sopra scritto "Bevimi" che la fa rimpicciolire, così da consentirle di passare attraverso la porta, anche se deve prima ritornare grande grazie ad un pezzo di torta "Mangiami", in modo da prendere la chiave lasciata sul tavolino. Uscita dalla minuscola porta, si ritrova in un mondo sotterraneo – chiamato appunto Sottomondo – dove incontra il Bianconiglio, il Ghiro, il Dodo e i gemelli Pancopinco e Pincopanco. 
Essi accolgono Alice come una salvatrice, anche se alcuni di essi dubitano che si tratti della "giusta Alice". Il gruppo si reca così dal Brucaliffo, che mostra loro l'Oraculum, una pergamena magica capace di illustrare gli avvenimenti futuri, che mostra alla piccola compagnia che il destino di Alice è quello di uccidere, nel Giorno Gioiglorioso, il Ciciarampa, un mostro sanguinario simile a un drago al servizio della Regina Rossa. Tuttavia, anche il Brucaliffo non sembra credere che la ragazza "prelevata" dal Bianconiglio assomigli alla vera "Alice".
Alice ha le idee sempre più confuse quando, improvvisamente, il gruppo viene aggredito dal Grafobrancio, un feroce felino anch’esso al servizio della Regina Rossa, condotto da alcuni soldati capeggiati dal fante Ilosovic Stayne. Mentre Alice, come tutti gli altri, sta per essere catturata dalla bestia, il Ghiro riesce a distrarre la bestia cavandogli un occhio, permettendo alla ragazza di fuggire con Pancopinco e Pincopanco. I gemelli vengono però presi dall'uccello Ciciacià, anche lui al servizio della Regina Rossa. Nel frattempo, nel suo castello, la perfida Regina Rossa, accusato uno dei suoi schiavi di aver rubato tre crostate, gli fa tagliare la testa. Stayne entra nella stanza e le dà l'Oraculum. La Regina Rossa, infuriata dal fatto che il Ciciarampa sarebbe stato ucciso da "Alice", incarica il suo fido servitore di trovare la ragazza. 
Intanto, Alice sta ancora scappando quando incontra nella foresta lo Stregatto, che, dopo averla riconosciuta e curata, la conduce nel giardino del Cappellaio Matto e del Leprotto Marzolino, che intanto stanno bevendo un tè. Vengono però tutti sorpresi dalle forze della Regina Rossa, che li arrestano tutti, Cappellaio compreso. Prima di essere anch’egli catturato dalle guardie della regina, questi riesce a salvare in tempo la ragazza, rimpicciolendola e lanciandola via dentro al suo cappello. Lo Stregatto intanto è sparito. Alice verrà ritrovata il giorno dopo da Bayard, il segugio di Stayne: questi le dice di recarsi al castello della Regina Bianca, sorella buona della Regina Rossa, per prepararsi allo scontro col Ciciarampa. La giovane, però, vuole liberare il Cappellaio, che si trova prigioniero della Regina Rossa nel suo castello. Nonostante le insistenze del cane, Alice ha la meglio e costringe Bayard a condurla nel castello della Regina Rossa per compiere la sua missione. Mangiando un pezzo di torta "tortinsù", fornitagli appositamente dal Bianconiglio, diventa altissima e viene accolta al castello sotto falso nome. Qui ha modo di ricongiungersi col Cappellaio e di restituire l'occhio al Grafobrancio, rendendoselo amico, nonché di impossessarsi della mitica Spada Bigralace, l'unica arma capace di uccidere il Ciciarampa. In questo periodo, tuttavia, Alice diventa oggetto delle brame sessuali di Stayne e, mentre tenta di sfuggirgli, la sua vera identità viene scoperta. La ragazza riesce a scappare grazie al Grafobrancio: in groppa all’animale e insieme a Bayard, si reca al castello della Regina Bianca con la spada e l'Oraculum. Qui, alla fine, accetta il fatto che dovrà combattere la Regina Rossa e uccidere il Ciciarampa per liberare il Paese delle Meraviglie dalla tirannia.
Scoperti come traditori, il Cappellaio e il Ghiro sono condannati a morte e si avviano verso il luogo dell’esecuzione. I due però riescono a liberarsi grazie all'aiuto dello Stregatto e a sollevare una prima ribellione del popolo nei confronti della Regina Rossa. Il Cappellaio e gli altri protagonisti "buoni" di Sottomondo riescono a raggiungere il castello della Regina Bianca. Mentre si preparano per la battaglia, il Brucaliffo s'imbozzola prima di far finalmente comprendere ad Alice di essere la prescelta ed Alice finalmente ricorda di essere stato nel Sottomondo già da bambina.
Lo scontro finale, il tanto atteso giorno gioiglorioso, avviene sopra una gigantesca piattaforma dal pavimento che ricorda una scacchiera: da una parte vi è lo schieramento della Regina Bianca con le sue pedine degli scacchi bianchi e il Grafobrancio, mentre dalla parte opposta, in egual numero, c'è l'esercito di carte di cuori della Regina Rossa. La sfida tra Alice e il Ciciarampa ha dunque inizio e si conclude con la vittoria della ragazza, che uccide il mostro decapitandolo con la spada, mentre il Cappellaio Matto sottomette Stayne e l'Uccello Ciciacià viene ucciso. La Regina Rossa, in seguito alla ribellione dei suoi soldati, perde quindi la corona che va alla Regina Bianca, la quale ordina l'esilio eterno per la sorella malvagia in compagnia del disperato fante. Alla fine della lotta, Alice decide di bere il sangue del Ciciarampa tornando così nel "suo" mondo, rifiutando la possibilità di restare per sempre nel Paese delle Meraviglie come il Cappellaio, invece, si augurava. 
Con le idee ormai chiare sul suo futuro, torna nella villa degli Ascot e rifiuta la proposta di matrimonio di Hamish. Il padre di Hamish, favorevolmente impressionato da Alice, decide di assumerla come apprendista nella sua compagnia, alla ricerca di nuove rotte commerciali per la Cina. Quando Alice sale a bordo della nave pronta a salpare, una farfalla blu le si posa sulla spalla e Alice la riconosce come il Brucaliffo che, come lei, è riuscito a compiere la sua metamorfosi.

## Produzione
(Tim Burton sul film.)
Il produttore Joe Roth mise in studio una trasposizione da Le avventure di Alice nel Paese delle Meraviglie dall'aprile 2007, con Linda Woolverton per scrivere la sceneggiatura.
In novembre, la Walt Disney Pictures stipulò un contratto con Tim Burton per la regìa di due film in tecnologia Disney Digital 3-D, la rivisitazione di Frankenweenie e Alice. Nel progetto vennero successivamente coinvolte le sorelle Todd e Richard Zanuck come produttori.
Nel dicembre fu avviata la pre-produzione, e fu confermato che le riprese sarebbero cominciate a gennaio per terminare a maggio.
Nel febbraio 2008, la Disney fissò il 15 marzo 2010 come data di uscita statunitense, confermando che il film sarebbe stato distribuito nelle sale con proiettori in digitale 3D. Fu inoltre annunciata l'assunzione di Chris Lebenzon come montatore e che la Woolverton era in procinto di terminare la sceneggiatura.
Nell'ottobre 2008 fu confermato che la sceneggiatura scritta dalla Woolverton era ispirata sia a Le avventure di Alice nel Paese delle Meraviglie che al seguito Attraverso lo specchio e quel che Alice vi trovò.
A fine del mese, accompagnato dall'annuncio di nuove entrate nel cast artistico, il compositore Danny Elfman confermò il suo coinvolgimento per la realizzazione della colonna sonora.

### Cast
- Johnny Depp è il Cappellaio Matto. La peculiarità della sua interpretazione sta nel fatto che Depp non sia stato presente fisicamente sul luogo delle riprese[10], ma si sia prestato ad una realizzazione a parte del personaggio, totalmente in 3D. Tim Burton ha spiegato cosa Depp abbia detto riguardo all'impersonare questo personaggio dalla fisionomia complessa: "Ho cercato di trovare delle basi per il personaggio, ho compiuto degli sforzi per trovare un qualcosa che vada oltre il semplice aver qualche rotella fuori posto". Mia Wasikowska ha invece detto: "Alice e il Cappellaio si capiscono al volo, è come se fossero mentalmente compatibili, seppure siano due personaggi dall'indole diversa. Si sentono entrambi estranei al mondo in cui vivono, ed ognuno si prende cura dell'altro, come fossero fratello e sorella". In un'intervista Johnny Depp ha asserito che per lui "aver impersonato questo personaggio è stato come un regalo, uno dei più bei regali che si sarebbe mai potuto fare ad un attore. È un sogno diventato realtà".
- Mia Wasikowska interpreta Alice, una fanciulla diciannovenne. Il ritorno nel Paese delle Meraviglie rappresenta per lei un rito di passaggio, grazie al quale può scoprire sé stessa. Lungo tutto il film Alice subisce cambiamenti che le permettono di maturare. Come nei romanzi di Carroll, Alice cambia anche dimensioni, da minuscola a gigantesca e viceversa.
- Helena Bonham Carter è Iracebeth, la Regina Rossa. La sua testa è stata ingrandita digitalmente di tre volte rispetto alla sua dimensione reale. La Regina Rossa è la sorella maggiore della Regina Bianca. Nutre un profondo odio verso gli animali e lo dimostra servendosene come fossero semplici oggetti (emblematica la scena nella quale usa un maialino come cuscino per riposare i piedi stanchi). Nel film, il personaggio interpretato da Helena Bonham Carter è una fusione tra la Regina di Cuori di "Alice nel Paese delle meraviglie" e la Regina Rossa di "Attraverso lo specchio".
- Anne Hathaway è Mirana, la Regina Bianca. È stato uno dei pochi personaggi che non hanno necessitato di una manipolazione digitale. La Hathaway ha detto del suo personaggio: "molto tenera e carina, ma con qualcosa che non va a livello cerebrale. Alla fine le cose vengono fuori. È molto dolce però, al contempo, è una persona che si disgusta facilmente. Dopotutto nelle sue vene scorre lo stesso sangue di sua sorella, la Regina Rossa. A lei il lato oscuro piace, ma è troppo timorosa per addentrarvicisi, per cui preferisce far apparire tutto splendente ed illuminato. Ma il fatto di vivere in un mondo in cui non si sa cosa sia la paura fa sì che possa perdere facilmente il controllo". La Hathaway ha descritto il suo personaggio come "un misto di punk-rock, tendente al vegetariano e con propensioni verso il pacifismo", e lo ha interpretato traendo ispirazione da Blondie, Greta Garbo, e dai lavori di Dan Flavin.
- Michael Sheen è il Bianconiglio. Il Bianconiglio è ufficialmente al servizio della Regina Rossa, ma allo stesso tempo è segretamente suo oppositore. È stato mandato dal Cappellaio Matto a cercare Alice. Secondo Sheen "il Bianconiglio è un personaggio le cui caratteristiche son ben tratteggiate dai romanzi. Per cui non ho potuto personalizzare l'interpretazione più di tanto".
- Alan Rickman ha prestato la voce a Absolem, il Brucaliffo.
- Stephen Fry è Stregatto. "È un mattacchione con l'abilità di sparire e riapparire a suo piacimento. Neutrale per natura, mantiene sempre la calma, e questo suo savoir faire è una buona maschera per la sua viltà". Alla fine dell'avventura trova modo per redimersi dalla sua codardia.
- Christopher Lee è il Jabberwocky, in italiano Ciciarampa. Il Jabberwocky è un drago malvagio al servizio della Regina Rossa. Nel film è stato adoperato, per la creazione del Jabberwocky, il disegno originale di John Tenniel.
- Matt Lucas è l'interprete dei gemelli Pincopanco e Pancopinco. Il loro volto è fedele ai canoni grafici della tradizione gotica burtoniana.
- Crispin Glover è Ilosovic Stayne, il Fante di Cuori. È il capo dell'armata della Regina Rossa. Con una cicatrice sul volto e una benda a forma di cuore che gli copre l'occhio sinistro, Stayne è un personaggio arrogante, che svolge alla lettera i compiti assegnatigli dalla Regina Rossa. È l'unico capace di farla calmare dopo i suoi frequenti scatti isterici. "Sono in pratica la controparte militare della Regina Rossa", dice Glover. "Mentre la Regina Rossa è una ragazza che non ci pensa due volte prima di fare una cosa, io ho il compito di assicurarmi che la diplomazia non venga mai meno".
- Timothy Spall è Bayard, il Mastino Sanguinario. È forzatamente incluso nell'armata della Regina Rossa, perché ha paura che la Regina Rossa possa far decapitare i suoi cuccioli e la loro madre qualora non ubbidisca agli ordini di Stayne. Alla fine si dimostrerà un alleato della resistenza del Sottomondo.
- Barbara Windsor è il ghiro Mallymkun, che prende parte al Party del Cappellaio Matto.
- Paul Whitehouse è la Lepre Marzolina.
- Michael Gough è il Dodo.

### Riprese
Le riprese avrebbero dovuto iniziare nel primo quarto del 2008, per una uscita cinematografica a Natale 2009.
Inizialmente fissate per iniziare a maggio furono poi posticipate a settembre 2008 a Plymouth, dove continuarono fino ad ottobre. Per ricreare l'ambiente del romanzo, furono realizzati scenari di interi quartieri in stile vittoriano. A metà settembre, la seconda unità di riprese si spostò a Torpoint, dove filmò molte sequenze all'interno della "Anthony House". Le ultime riprese si svolsero a Londra, in teatri di posa.
In contemporanea alle riprese dal vivo, ai primi di ottobre una parte del cast si spostò ai Culver Studios, in California, per iniziare a filmare le sequenze in grafica computerizzata, motion capture e tridimensionale, oltre a riprese live action aggiuntive.
Tra gli interpreti che per primi si spostarono in California vi fu Johnny Depp, che partecipò unicamente a riprese in un green screen appositamente costituito nel set; Burton volle ricoperto l'intero ambiente con inquadrature a tre dimensioni stereoscopiche e telecamere per la motion capture.

### Post-produzione
La Sony Pictures ImageWorks concorse alla produzione degli effetti visivi. Finite le riprese dal vivo, molte sequenze furono ripassate in performance capture, tecnica con la quale gli attori possono impersonare personaggi animati in modo fotorealistico.
Durante la post-produzione le scene, girate originariamente in tecnica tradizionale, furono convertite in tridimensionale, un processo inteso come una strategia per risparmiare denaro rispetto ad una realizzazione delle riprese tutta in 3D, e per ottenere maggiore controllo nel montaggio.

## Colonna sonora
La colonna sonora originale del film è stata composta da Danny Elfman:
1. Alice's Theme
2. Little Alice
3. Proposal/Down the Hole
4. Doors
5. Drink Me
6. Into the Garden
7. Alice Reprise #1
8. Bandersnatched
9. Finding Absolem
10. Alice Reprise #2
11. The Cheshire Cat
12. Alice and Bayard's Journey
13. Alice Reprise #3
14. Alice Escapes
15. The White Queen
16. Only a Dream
17. The Dungeon
18. Alice Decides
19. Alice Reprise #4
20. Going to Battle
21. The Final Confrontation
22. Blood of the Jabberwocky
23. Alice Returns
24. Alice Reprise #5

Oltre alla colonna sonora di Elfman è uscito un album dal titolo Almost Alice. Composto da canzoni ispirate dal film, comprende numerosi brani eseguiti da vari artisti contemporanei, fra cui spiccano Robert Smith (The Cure) e Avril Lavigne. Al loro fianco si trovano anche i Tokio Hotel, Kerli, i Franz Ferdinand, Mark Hoppus (Blink-182, +44), Pete Wentz (Fall Out Boy), gli Shinedown, i Plain White T's, i The All-American Rejects e i Metro Station. L'unica traccia di questo album presente nel film è "Alice" di Avril Lavigne.
1. Alice – Avril Lavigne
2. The Poison – The All-American Rejects
3. The Technicolor Phase – Owl City
4. Her Name Is Alice – Shinedown
5. Painting Flowers – All Time Low
6. Where's My Angel – Metro Station
7. Strange – Tokio Hotel & Kerli
8. Follow Me Down – 3OH!3 & Neon Hitch
9. Very Good Advice – Robert Smith
10. In Transit – Mark Hoppus & Pete Wentz
11. Welcome to Mystery – Plain White T's
12. Tea Party – Kerli
13. The Lobster Quadrille – Franz Ferdinand
14. Running Out of Time – Motion City Soundtrack
15. Fell Down a Hole – Wolfmother
16. White Rabbit – Grace Potter and the Nocturnals

## Promozione
Burton disse in una conferenza stampa tenutasi l'11 dicembre 2007, di essere intenzionato a rappresentare la storia in modo del tutto conforme all'opera di Carroll, cosa che, a suo dire, non era mai riuscita nei precedenti film ad essa ispirati.

## Distribuzione
Il film fu distribuito in tutto il mondo tra il 3 e il 5 marzo 2010.
La MPAA impose la categoria PG per la visione di questo film da parte del pubblico più giovane a causa della presenza di «immagini inquietanti, con situazioni di azione e violenza, e di un bruco che fuma».

### Edizione italiana
La direzione del doppiaggio italiano è stata a cura di Rodolfo Bianchi, su dialoghi di Valerio Piccolo, per conto della Dubbing Brothers Int. Italia.

## Accoglienza

### Incassi
Con un budget stimato in 200 milioni di dollari, il film incassò nella prima settimana di programmazione negli Stati Uniti 116101023 $, mentre in Italia incassò 30398364 €, di cui 1400000 nel primo giorno di programmazione. Con un incasso totale di 1025468216 $ nel mondo, si è piazzato al 51º posto nella classifica dei film con maggiori incassi nella storia del cinema ed è 13º dei film con maggiori incassi in Italia.

### Critica
Il film è stato accolto da recensioni miste da parte della critica. Sul sito Rotten Tomatoes detiene il 51% delle recensioni professionali positive, basato su 277 recensioni e un voto medio di 5.7/10. Su Metacritic il film ha un punteggio di 53 su 100 basato sul parere di 38 critici.

## Riconoscimenti
- 2011 - Premio Oscar
  - Migliore scenografia a Robert Stromberg e Karen O'Hara
  - Migliori costumi a Colleen Atwood e Johnny Depp
  - Candidatura Migliori effetti speciali a Ken Ralston, David Schaub, Carey Villegas e Sean Phillips
- 2011 - Golden Globe
  - Candidatura Miglior film commedia o musicale
  - Candidatura Miglior attore in un film commedia o musicale a Johnny Depp
  - Candidatura Miglior colonna sonora a Danny Elfman
- 2011 - Premio BAFTA
  - Migliori costumi a Colleen Atwood
  - Miglior trucco a Jeremy Aiello
  - Candidatura Migliore scenografia a Robert Stromberg e Karen O'Hara
  - Candidatura Migliori effetti speciali a Ken Ralston, David Schaub, Carey Villegas e Sean Phillips
  - Candidatura Miglior colonna sonora a Danny Elfman
- 2011 - Empire Award
  - Candidatura Miglior film fantasy
  - Candidatura Miglior debutto a Mia Wasikowska
- 2010 - Nastro d'argento
  - Candidatura Migliore film in 3D a Tim Burton
- 2010 - MTV Movie Award
  - Candidatura Miglior film
  - Candidatura Miglior cattivo a Helena Bonham Carter
- 2010 - Satellite Award
  - Migliori costumi a Colleen Atwood
  - Migliori effetti speciali a Ken Ralston, David Schaub, Carey Villegas e Sean Phillips
  - Candidatura Miglior film d'animazione o a tecnica mista
  - Candidatura Migliore scenografia a Robert Stromberg e Karen O'Hara
  - Candidatura Miglior canzone (Alice) a Avril Lavigne
- 2011 - Saturn Award
  - Miglior film fantasy
  - Migliori costumi a Colleen Atwood
  - Candidatura Miglior trucco a Shane Mahan e Lindsay MacGowan
  - Candidatura Miglior scenografia a Robert Stromberg
  - Candidatura Migliori effetti speciali a Tom C. Peitzman, David Schaub, Carey Villegas, Ken Ralston
- 2011 - Grammy Award
  - Candidatura Miglior colonna sonora a Danny Elfman
- 2011 - People's Choice Awards
  - Candidatura Miglior film
  - Candidatura Miglior film drammatico
- 2010 - Phoenix Film Critics Society Awards
  - Miglior film per la famiglia
  - Migliori costumi a Colleen Atwood
  - Candidatura Migliori effetti speciali
- 2010 - San Diego Film Critics Society Awards
  - Candidatura Miglior scenografia a Robert Stromberg
  - Candidatura Miglior colonna sonora a Danny Elfman

- 2010 - Scream Award
  - Miglior attrice non protagonista a Anne Hathaway
  - Candidatura Miglior film fantasy
  - Candidatura Miglior film 3D
  - Candidatura Miglior regia a Tim Burton
  - Candidatura Miglior attore in un film fantasy a Johnny Depp
  - Candidatura Miglior attrice in un film fantasy a Mia Wasikowska
  - Candidatura Miglior performance rivelazione femminile a Mia Wasikowska
  - Candidatura The Ultimate Scream
- 2010 - Teen Choice Awards
  - Miglior combattimento (Alice contro Ciciarampa) a Mia Wasikowska
  - Candidatura Miglior film fantasy
  - Candidatura Miglior attrice di film sci-fi a Mia Wasikowska
  - Candidatura Miglior attore di film sci-fi a Johnny Depp
  - Candidatura Miglior scene stealer femminile a Anne Hathaway
  - Candidatura Miglior sorpresa femminile a Mia Wasikowska
- 2010 - Visual Effects Society Awards[28]
  - Candidatura Miglior compositing a Ruben Flores, Orde Stevanoski, Aaron Kupferman e Lisa Deaner
  - Candidatura Migliori effetti speciali a Ken Ralston, David Schaub, Tom C. Peitzman e Carey Villegas
- 2011 - Eddie Award
  - Miglior montaggio in un film commedia o musicale a Chris Lebenzon
- 2011 - Annie Award
  - Miglior animazione dei personaggi a Ryan Page
- 2010 - AACTA Award
  - Migliore attrice internazionale a Mia Wasikowska
- 2010 - BMI Film & TV Award
  - Miglior colonna sonora a Danny Elfman
- 2011 - Critics' Choice Movie Award
  - Migliori costumi a Colleen Atwood
  - Miglior trucco a Jeremy Aiello
  - Candidatura Migliore scenografia a Robert Stromberg e Karen O'Hara
  - Candidatura Migliori effetti speciali a Ken Ralston, David Schaub, Carey Villegas e Sean Phillips
- 2011 - Kids' Choice Awards
  - Miglior attore a Johnny Depp
  - Candidatura Miglior film
- 2010 - Las Vegas Film Critics Society Awards
  - Migliori costumi a Colleen Atwood
  - Candidatura Migliori effetti speciali
  - Candidatura Miglior colonna sonora a Danny Elfman
- 2011 - London Critics Circle Film Awards
  - Candidatura Attrice britannica non protagonista dell'anno a Helena Bonham Carter
- 2011 - Golden Reel Award
  - Candidatura Miglior montaggio sonoro (Colonna sonora) a Ryan Rubin, Bill Abbott, Michael Higham, Denise Okimoto e Curtis Roush
- 2011 - Taurus World Stunt Awards
  - Candidatura Miglior stunt femminile assoluto a Tarah Paige

## Altri media
Nel luglio 2009 la Disney Interactive Studios annunciò, per il marzo 2010, la pubblicazione in America di un videogioco basato sul film, per le Console Nintendo Wii Nintendo DS e Windows PC, con una colonna sonora composta da Richard Jaques. La versione dimostrativa per l'iPhone e l'iPod touch fu diffusa nell'Apple store statunitense nel febbraio 2010. La versione completa fu immessa sul mercato il 28 febbraio 2010 al prezzo di circa 5$.

## Citazioni e riferimenti
- Tutte le creature malvagie al servizio della regina rossa sono tratte dalla poesia "Jabberwocky" (Il Ciciarampa), inserita da Lewis Carrol in "Attraverso lo specchio e quel che Alice vi trovò". Nella stessa poesia compare anche il bigralace brando, o spada bigralace (vorpal blade) che uccide il Ciciarampa. Nel film alcuni brani della poesia stessa sono recitati dal Cappellaio Matto e intesi come una profezia.
- All'inizio del film, Lady Ascot, mentre passeggia con Alice, scopre che sono state piantate rose bianche, quando lei le aveva chieste rosse. Un riferimento alla prima volta in cui Alice, nel romanzo, vede la Regina di Cuori, decisa a punire tre carte per aver piantato rose bianche e poi averle dipinte di rosso.
- Alla fine del film, quando Alice sta per salire sulla nave se ne può vedere il nome: "Wonder" (che in inglese significa "Meraviglia"), preso dal titolo Wonderland.

## Sequel e Prequel
Il seguito, intitolato Alice attraverso lo specchio (Alice Through the Looking Glass), uscito il 25 maggio 2016 in Italia e il 27 maggio negli Stati Uniti, comprendeva di nuovo nel cast Johnny Depp nei panni del Cappellaio Matto e Mia Wasikowska in quelli di Alice.
Il secondo film è sia sequel che prequel, in quanto è ambientato dopo le vicende del primo film, ma allo stesso racconta fatti avvenuti precedentemente ad Alice in Wonderland e narra le vicende della Regina Rossa e la Regina Bianca da bambine.
Il primo teaser trailer del film fu diffuso il 1º novembre 2015, col titolo It's Time to Go Back; il giorno seguente, 2 novembre, venne diffuso un secondo teaser dal titolo It's About Time; il 3 novembre ne fu diffuso un terzo, dal titolo Time Is Not On Your Side ed infine l'ultimo teaser venne diffuso il 4 novembre, col titolo Times Has Come. Il primo trailer esteso arrivò invece il 5 novembre, seguito subito da quello italiano col titolo tradotto in Alice attraverso lo specchio.